# Vitbosalangan
Vitbosalangan (Aerodramus fuciphagus) är en fågel i familjen seglare.

## Utseende
Vitbosalanganen är en medelstor (11,5–12,5 cm) salangan med rätt djupt kluven stjärt. Ovansidan är glansigt brunsvart med ett smalt gråaktigt band på övergumpen. Undersidan är ljusare brungrå. Den är mörkare ovan och har grundare kluven stjärt än himalayasalanganen.

## Utbredning och systematik
Vitbosalanganen delas upp i sex underarter med följande utbredning:
- Aerodramus fuciphagus inexpectatus – Andamanerna och Nikobarerna
- Aerodramus fuciphagus vestitus – Sumatra, Belitung och Borneo
- Aerodramus fuciphagus perplexus – Maratuaarkipelagen (utanför östra Borneo)
- Aerodramus fuciphagus fuciphagus – Java, Kangeanöarna och Bali till västra Små Sundaöarna och Tanahjampea
- Aerodramus fuciphagus dammermani – Flores (västra Små Sundaöarna)
- Aerodramus fuciphagus micans – östra Små Sundaöarna (Sumba, Sawu och Timor)
- Aerodramus fuciphagus germani – sydöstra Asiens fastland, öar utanför norra Borneo samt på Panay och Palawan med kringliggande öar
- Aerodramus fuciphagus amechanus – Anambasöarna öster om sydöstra Malackahalvön

Underarterna germani och amechanus urskildes tidigare som en egen art, "kustsalangan" (A. germani).

## Status och hot
Arten har ett stort utbredningsområde och en stor population, men tros minska i antal, dock inte tillräckligt kraftigt för att den ska betraktas som hotad. Internationella naturvårdsunionen IUCN listar därför arten som livskraftig (LC).